# Naggtjärnen
Naggtjärnen är en sjö i Ljusdals kommun i Hälsingland och ingår i Delångersåns huvudavrinningsområde. Sjön har en area på 0,143 kvadratkilometer och ligger 388 meter över havet. Sjön avvattnas av vattendraget Naggbäcken.

## Delavrinningsområde
Naggtjärnen ingår i det delavrinningsområde (690316-151027) som SMHI kallar för Utloppet av Naggtjärnen. Medelhöjden är 402 meter över havet och ytan är 1,09 kvadratkilometer. Det finns inga avrinningsområden uppströms utan avrinningsområdet är högsta punkten. Naggbäcken som avvattnar avrinningsområdet har biflödesordning 2, vilket innebär att vattnet flödar genom totalt 2 vattendrag innan det når havet efter 128 kilometer. Avrinningsområdet består mestadels av skog (74 procent). Avrinningsområdet har 0,14 kvadratkilometer vattenytor vilket ger det en sjöprocent på 13 procent.